# Joseph Peroteaux
Joseph Peroteaux (francès: Joseph Perotaux)  (Nantes, 8 de gener de 1883 - 17è districte de París, 23 d'abril de 1967) va ser un tirador d'esgrima, especialista en floret, francès que va competir durant la dècada de 1920.
El 1924 va prendre part en els Jocs Olímpics de París, on guanyà la medalla d'or en la prova del floret per equips del programa d'esgrima.